# Juan de Lanuza y de Oms
Juan de Lanuza y de Oms o Joan de Lanuza-Montbui-Vilarig i d'Oms (c. 1636-1727, Valencia) noble español austracista durante la Guerra de Sucesión Española y Protector del Brazo militar de Cataluña. En 1713 fue miembro de la facción radical partidaria de la continuación de la guerra contra Felipe V y del rechazo a cualquier salida negociada al conflicto siendo junto a Rafael Casanova uno de los principales dirigentes de la Campaña de Cataluña (1713-1714). Procedía del linaje aragonés de los Lanuza, que fueron Justicia de Aragón durante un largo periodo, y fue IV conde de Plasencia, vizconde de Rueda y de Perellós, barón de Montbuy y de Llers, y señor de Ceret, les Escaules, Sant Marçal, Vilaritg, Cistella y Palol.

## Biografía
Era hijo de José de Lanuza y de Rocabertí, III conde de Plasencia, y nieto de Buenaventura de Lanuza y de Vilaritg. Fue nombrado grande de España por  el archiduque Carlos de Austria, pretendiente a la corona durante la Guerra de Sucesión Española. Juan de Lanuza detentó los cargos de Protector del Brazo militar de Cataluña, y diputado militar de la Generalidad de Cataluña. Participó en la Junta de Brazos de 1713 en las que Cataluña proclamó la continuación de la guerra por la causa del Archiduque de Austria, y la defensa de la Constituciones catalanas. Como Protector del Brazo militar de Cataluña formó parte de la conferencia de los Tres Comunes de Cataluña que asesoraba a la «Junta de Gobierno y personas asociadas», al frente de la cual se hallaba, desde noviembre de 1713, el conseller en Cap Rafael Casanova. El 11 de septiembre de 1714, Juan de Lanuza formaba parte de la próceres catalanes que al frente de Rafael Casanova se lanzaron al contraataque por el bastión de San Pedro. El conseller en Cap Rafael Casanova blandía la bandera de Santa Eulalia, mientras Juan de Lanuza, como protector del brazo militar de Cataluña y habiendo sido nombrado alférez mayor de ella, sostenía el cordón derecho. Cuando Rafael Casanova cayó herido de un balazo en el muslo, fue Juan de Lanuza quien recogió la bandera y la sostuvo animando a las tropas hasta la suspensión de armas que se pactó entre ambos bandos a las cuatro de la tarde del 11 de septiembre. Tras el acuerdo de capitulación, el 12 de septiembre, y al igual que la mayoría de dirigentes políticos catalanes que habían dirigido la rebelión, Juan de Lanuza fue exonerado de sus cargos y continuó residiendo en Barcelona. Dos años más tarde, en 1716, fue inculpado por organizar actividades conspirativas, siendo desterrado a Segovia, y luego a Salamanca, para alejarlo de la capital catalana. Siete años más tarde, en 1723, fue autorizado a trasladarse a Valencia donde murió poco después de su llegada, con casi noventa años.